# 长足蜻属
长足蜻属（学名：Phyllothemis）为蜻蜓科的一个属。該属之下有2种物種，分布于东南亚。有1种分佈於中国云南西部。长足蜻属的体型较小，身體呈現黑色且有黄色斑纹。

## 下属物种
本属包括以下物种：
- 沼长足蜻 Phyllothemis eltoni Fraser, 1935
- Phyllothemis raymondi Lieftinck, 1950